# Михиевич, Лев Николаевич
Лев Никола́евич Михие́вич (15 июня 1920, дер. Речки, Минская губерния — 29 апреля 1989, Ленинград) — участник Великой Отечественной войны, помощник командира сапёрного взвода 731-го стрелкового полка 205-й стрелковой дивизии, старшина.

## Биография
Родился 15 июня 1920 года в деревне Речки (ныне — Червенского района Минской области Белоруссии) в крестьянской семье. Белорус. Образование среднее. Работал слесарем на судоверфи в Мурманске.
В Красной Армии с 1940 года. В боях Великой Отечественной войны с июля 1941 года. Член ВКП(б) с 1943 года. Сражался с вражескими оккупантами на Северном, Карельском, Волховском, 2-м Белорусском фронтах. Участвовал в героической обороне полуострова Рыбачий.
Помощник командира сапёрного взвода 731-го стрелкового полка старший сержант Лев Михиевич с воинами-сапёрами в боях на кестеньгском направлении в период с июня 1943 года по февраль 1944 года создавал минные поля, которые надолго задерживали продвижение противника, обучил сапёрному делу свыше ста бойцов.
17 февраля 1944 года с отделением сапёров проделал шесть проходов в проволочных заграждениях и минных полях неприятеля, лично обезвредил большое количество вражеских мин. Приказом по 31-му стрелковому корпусу от 18 июня 1944 года № 20 за мужество и отвагу проявленные в боях старший сержант Михиевич Лев Николаевич награждён орденом Славы 3-й степени.
Помощник командира сапёрного взвода 731-го стрелкового полка старшина Лев Михиевич в период с 24 по 26 июня 1944 года у карельского посёлка Кестеньга произвёл инженерную разведку, проделал проход в заграждениях противника. Приказом по 19-й армии от 22 февраля 1945 года № 049 за мужество и отвагу проявленные в боях старшина Михиевич Лев Николаевич награждён орденом Славы 2-й степени.
Помощник командира сапёрного взвода 731-го стрелкового полка старшина Лев Михиевич в период с 13 по 19 марта 1945 года несколько раз отличился в боях за города Данциг и Гдыня: лично уничтожил один вражеский танк, три бронетранспортёра, взорвал мост. 17 марта 1945 года близ Гдыни старшина Михиевич вынес из горящей самоходной артиллерийской установки раненого офицера и около часа отбивал атаки неприятеля. Указом Президиума Верховного Совета СССР от 29 июня 1945 года за образцовое выполнение заданий командования в боях с немецко-вражескими захватчиками старшина Михиевич Лев Николаевич награждён орденом Славы 1-й степени, став полным кавалером ордена Славы.
После войны Л. Н. Михиевич демобилизован. Работал партийным организатором Ляденской МТС Червенского района Минской области Белоруссии.
В 1947 году младший лейтенант запаса Л. Н. Михиевич вновь призван в армию; в 1957 году в звании лейтенанта уволен в запас. Жил в городе-герое Ленинграде.
Скончался 29 апреля 1989 года, похоронен на Бабигонском кладбище Петергофа.
Награждён орденами Отечественной войны 1-й степени, Славы 1-й, 2-й и 3-й степени, медалями.